# Hieracium atrohyalinum
Hieracium atrohyalinum es una especie de planta con flor del género Hieracium, de la familia Asteraceae, orden Asterales.

## Distribución
Hieracium atrohyalinum se distribuye por Suecia.

## Taxonomía
Fue descrita científicamente por Johanss. Fue publicada en Kongl. Svenska Vetensk. Acad. Handl., n.f., 29(1): 104 (1897).